# Olaf B. Bjørnstad
Olaf Bjørn Bjørnstad (ur. 10 stycznia 1931, zm. 12 maja 2013) – norweski skoczek narciarski.

## Przebieg kariery
W sezonie 1953/1954 wygrał 2. Turniej Czterech Skoczni, który wówczas nosił nazwę Niemiecko-Austriackiego Turnieju Skoków Narciarskich. Zwyciężył w zawodach w Oberstdorfie, Garmisch-Partenkirchen i Innsbrucku. W sumie zdobył 888,1 punktu, wyprzedzając w generalnej klasyfikacji Eino Kirjonena, który zdobył 851,2 punktu.